# Alois Lugger
Alois Lugger (Brixen 12 juli 1912 - Innsbruck 11 augustus 2005) was een Oostenrijks politicus (ÖVP).
Hij studeerde rechten en staatsrecht aan de Universiteit van Innsbruck en promoveerde in 1935 en 1936. Daarna was hij secretaris van de gouverneur (Landeshauptmann) van Tirol. Hij ontving in 1938 op politieke gronden zijn ontslag en kreeg een beroepsverbod opgelegd.
In 1945 werd hij ambtenaar bij het stadsbestuur van Innsbruck en in 1947 werd hij opgenomen in de regering van de deelstaat Tirol. Met onderbreking van 1949 tot 1953 was hij lid van de regeringsraad. Van 1949 tot 1979 maakte hij deel uit van de Landdag van Tirol; van 1965 tot 1979 was hij voorzitter van de Landdag. Gedurende zevenentwintig jaar, van 1956 tot 1983, was Lugger burgemeester van Innsbruck. In die laatste functie was hij vicevoorzitter van de Raad van Europese Gemeenten en van 1968 tot 1970 was hij voorzitter van de Congres van Lokale en Regionale Overheden.
Alois Lugger was bij de presidentsverkiezingen van 23 juni 1974 kandidaat voor de ÖVP. Hij nam het op tegen de partijloze Rudolf Kirchschläger (gesteund door de SPÖ) die hem versloeg (51% - 48%).
Alois Lugger overleed in 2005 in Innsbruck.

## Trivia
- Hij was sinds 1959 Ridder in de Orde van het Heilig Graf van Jeruzalem
- Tijdens zijn burgemeesterschap van Innsbruck tweemaal het toneel van de Olympische Winterspelen (in 1964 en in 1976). In het Olympisch Dorp bevindt zich een Alois Lugger Platz

## Onderscheidingen
- Ereteken van het Land Tirol